# Helmstedt
Helmstedt je bývalé hanzovní a univerzitní německé město v Dolním Sasku.

## Historie

### Od počátku do reformace

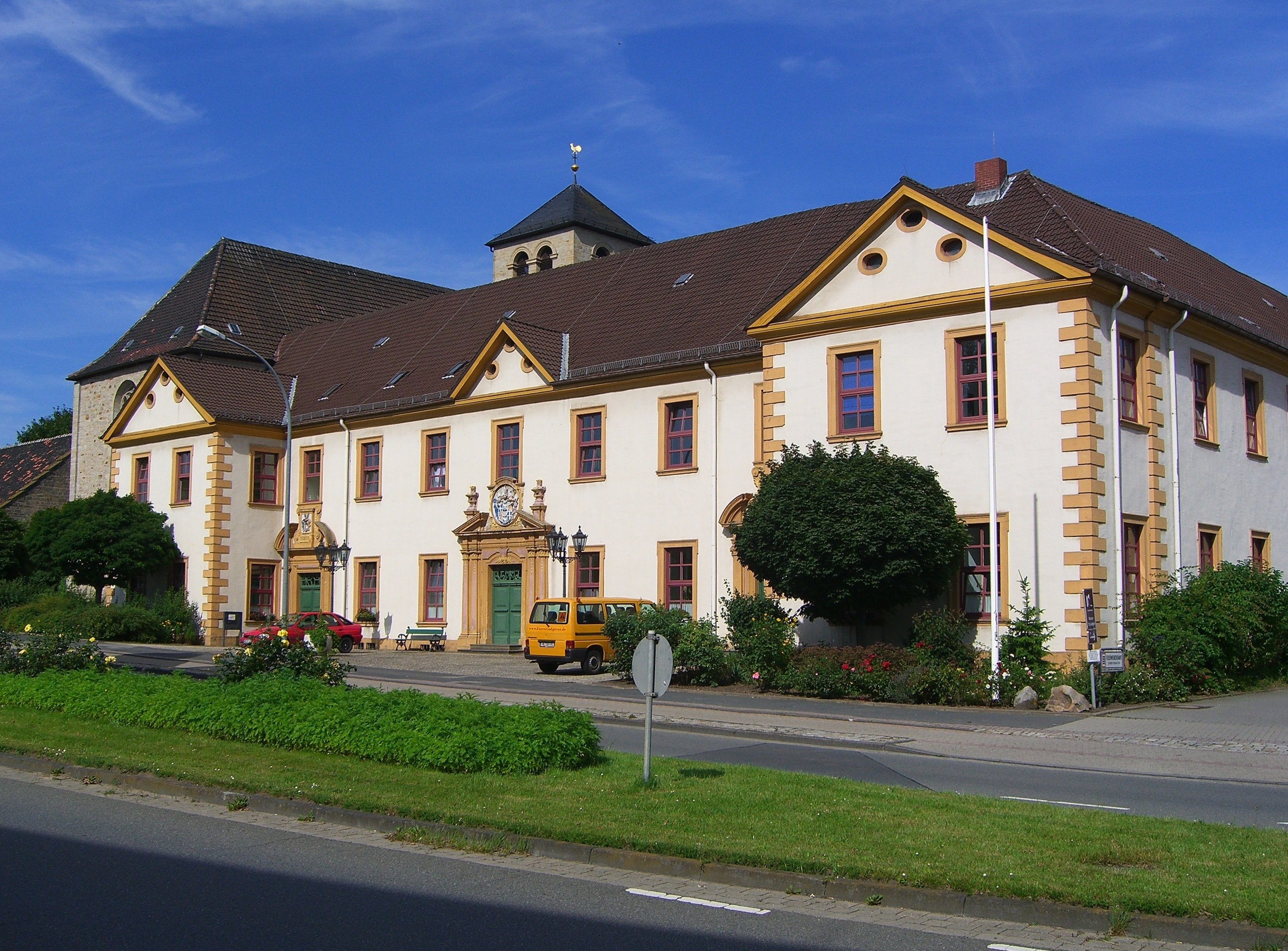
Bývalý klášter sv. Ludgera

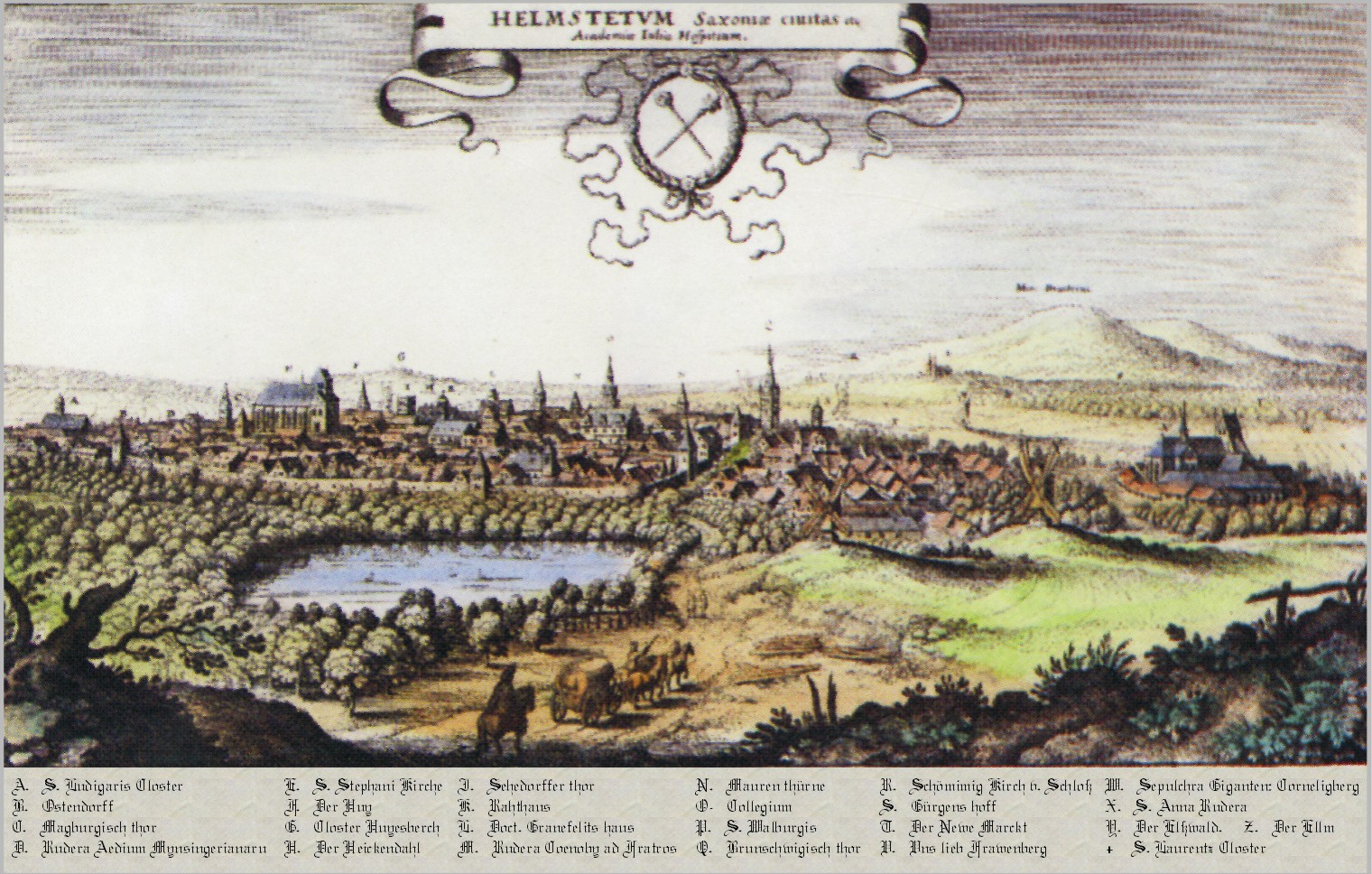
Helmstedt na Merianové prospektu z roku 1641

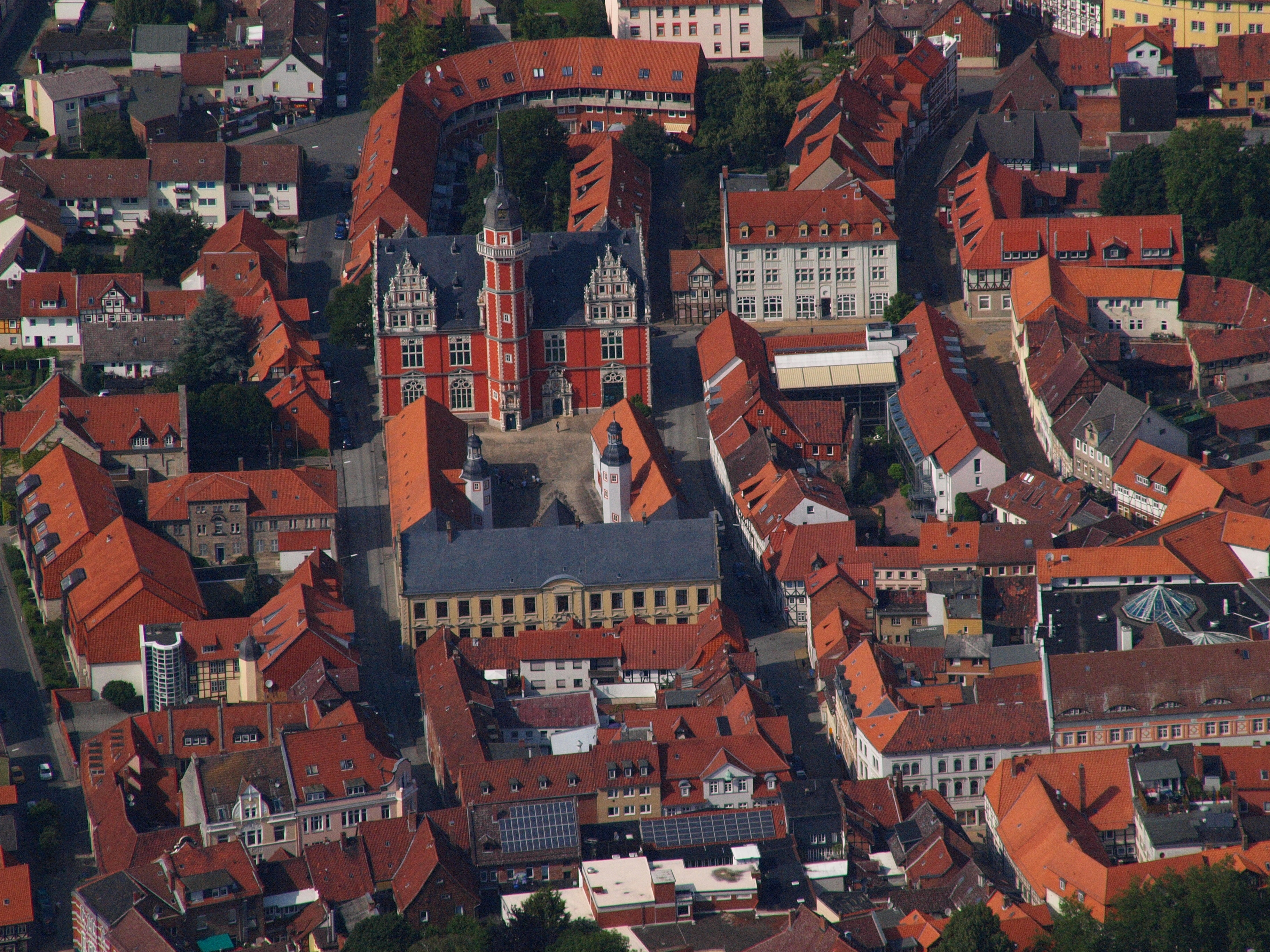
střed starého města s univerzitní budovou

Archeologickými nálezy v helmstedtském hnědouhelném revíru bylo doloženo pravěké osídlení před téměř 30 tisíci lety.
První křesťanskou misi na tomto místě šířil klášter benediktinů svatého Ludgera, založený údajně při světcově poustevně kolem roku 800 jako filiace opatství ve Werdenu. Roku 952 je existence sídla s názvem Helmonstede zmíněna v listině císaře Oty I. Za sporů o říšský trůn mezi Welfy a Štaufy bylo město na přelomu roku 1199–1200 téměř úplně zničeno vojsky magdeburského arcibiskupa Ludolfa a švábského krále Filipa. Městská práva Helmstedt získal v roce 1247, potom bylo opraveno a posíleno jeho opevnění, ale ozbrojené spory o dědictví trůnu mezi Welfy v roce 1279 pokračovaly. Byl v nich zabit nestranný prostředník konfliktu, opat Otto II. z Werdenu.
Díky dobré dopravní situaci na obchodní cestě Lüneburg-Halberstadt a Brunšvik-Magdeburg se Helmstedt stal důležitým obchodním centrem a v letech 1426 až 1518 členm hanzy.
Klášter dlouho čelil reformaci jako jediná katolická komunita v regionu. V roce 1530 se ve zdejším kostele sv. Štěpána konalo první protestantské kázání a když v 60. letech reformátoři zvítězili, vyplenili klášter, jen okolí města zůstalo katolické.

### Univerzita
V období reformace v roce 1576 zde vévoda Julis Brunšvicko-Wolffenbütelský založil první protestantskou univerzitu v severním Německu, nazvanou svým jménem. Jejím rektorem byl vždy zdejší vévoda, jeho syn Jindřich Julius Brunšvicko-Lüneburský nastoupil již jako dvanáctiletý. pod názvem Academia Julia. Kolem roku 1588 na ní krátce působil Giordano Bruno, od roku 1593 humanista Salomon Frencelius. Kolem roku 1625 byla na vrcholu; tehdy ji navštěvovalo kolem 500 studentů a patřila k největším protestantským univerzitám v německojazyčném prostoru. Tato univerzita byla zrušena roku 1810, kdy Helmstedt spadal pod napoleonské Vestfálské království.

### Od 20. století do současnosti
Za druhé světové války bylo město těžce zasaženo spojeneckým bombardováním. V období rozdělení Německa byl Helmstedt na západoněmecké straně nejvýznamnějšího hraničního přechodu na dálnici Hannover – Berlín a železniční trati Hannover – Magdeburg. Spojenecký kontrolní bod na dálnici byl označován jako Checkopoint Alpha. (Checkpoint Bravo byl na dálnici mezi NDR a Západním Berlínem a Checkpoint Charlie mezi Západním a Východním Berlínem.)
V okolí města se nacházel hnědouhelný revír, kde byla těžba ukončena roku 2002. Minerální prameny jsou využívány ve zdejších lázních.

## Památky
- románský klášter St. Marienberg (Mariánská hora) s klenotnicí a dílnou na paramenta. Funguje jako křesťanský seminář se základní a střední školou
- románské prostory kláštera sv. Ludgere (krypta sv. Felicity, patrová kaple sv. Petra a Pavla, část konventu uvnitř barokního komplexu staveb)
- Turecká brána, bývalý vchod do kláštera sv. Ludgera
- Juleum, aula a knihovna bývalé univerzity, stavba ve stylu Weserské renesance; nyní Univerzitní muzeum
- Hausmannova věž středověkého opevnění
- gotický kostel sv. Štěpána
- románský kostel sv. Walburgy
- budova radnice z let 1904–1906 v eklektickém stylu novorenesance a novobaroka
- Brunnentheater – divadlo v městské části Bad Helmstedt
- Zonengrenz-Museum – muzeum hanzy a dopravy

## Partnerská města
- Albuquerque, USA, 1983
- Fiuggi, Itálie, 1986
- Haldensleben, Německo, 1990
- Chard, Velká Británie, 1980
- Konakli, Turecko, 2008
- Orăştie, Rumunsko, 2002
- Světlahorsk, Bělorusko, 1991
- Vitré, Francie, 1978